# You Can’t Take It with You
You Can’t Take It with You ist ein Jazzalbum von Chet Doxas. Die am 27. September 2019 im Oktaven Audio, Mount Vernon (New York), entstandenen Aufnahmen erschienen am 24. September 2021 auf Whirlwind Recordings.

## Hintergrund
You Can’t Take It with You ist Doxas’ neuntes Album unter eigenem Namen und sein erstes an der Spitze eines Trios, das er mit Ethan Iverson (Piano) und Thomas Morgan (Bass) bildete. Sowohl die Inspiration als auch die Ermutigung, dieses Album zusammenzustellen, gehen auf Carla Bley zurück. Jimmy Giuffres Trio hatte einen großen Einfluss auf Doxas – „die Art und Weise, wie er formt und artikuliert, ist einzigartig“, schrieb er in den Liner Notes. Bei einem frühmorgendlichen Flughafentransfer diskutierte Doxas mit Carla Bley und Steve Swallow seine Zukunftspläne. Swallow riet Doxas daraufhin, „einen Song pro Monat“ zu schreiben, ein Jahr lang ablenkungsfrei. Die zehn Tracks auf dem Album stellen ein Jahr dar, in dem er seine Kompositionen geschrieben und bearbeitet hat.
Doxas hat nicht nur dieses Album aufgenommen, sondern auch von jedem der zehn Tracks sogenannte „Live-Off-the-Floor“-Videos durch den Kameramann Graham Willoughby aufnehmen lassen.

## Titelliste
- Chet Doxas: You Can’t Take It with You (Whirlwind Recordings WR 4778)[2]

1. You Can’t Take It with You 8:45
2. Lodestar 4:27
3. Cheryl & George 6:27
4. Part of a Memory 2:24
5. Twelve Foot Blues 5:54
6. The Last Pier 7:26
7. Soapbox 3:26
8. Up There in the Woods 6:08
9. All the Roads 3:19
10. View from a Bird 4:58

Die Kompositionen stammen von Chet Doxas.

## Rezeption
Ed Enright schrieb im Down Beat, You Can’t Take It with You sei ein inspiriertes Projekt, das etwa ein Jahr brauchte, um sich in einem von Herzen kommenden, bewussten Prozess zu entwickeln, der letztendlich ein wirklich persönliches Kunstwerk hervorgebracht habe.
Nach Ansicht von Jim Hynes (Making a Scene) sind hier drei Meister am Werk, die scheinbar auf Schritt und Tritt unerwartete Melodien und Rhythmen liefern würden. Es gebe auf dem Album ausgefallene Momente, die auf „Free Jazz“-Improvisation abzielten, aber das sei alles Teil von Doxas’ fein ausgearbeiteten Vorbereitungen, ein Prozess, den er als Kompositionen von Szenen beschreibe, die er sich in seinem Kopf vorgestellt habe.
A.D. Amorosi schrieb in JazzTimes, es gebe so viele Readymade-artige Spiele und Dada-ähnliche Herausforderungen in You Can’t Take It with You, dass Doxas damit als ein Marcel Duchamp der kreativen Improvisationsmusik gelten könnte: Er mache seltsame Insider-Witze, die es doch irgendwie schaffen, universell lustig zu sein.